# Індійський стандартний час

Розташування Мірзапура (поблизу Аллахабада) і 82°30' східної довготи, яка використовується як базова довгота для IST

Індійський стандартний час (IST), іноді також званий Індійським стандартним часом, — це часовий пояс, який спостерігається по всій Індії зі зміщенням у часі UTC+05:30. Індія не дотримується літнього часу чи інших сезонних коригувань. У військовий та авіаційний час IST позначається E* («Echo-Star»). У базі даних часових поясів IANA вказано як Asia/Kolkata.

## Історія
Після здобуття незалежності в 1947 році уряд Союзу встановив IST як офіційний час для всієї країни, хоча Калькутта та Мумбаї зберегли власний місцевий час (відомий як Калькуттський та Бомбейський ) до 1948 та 1955 років відповідно. Центральну обсерваторію перенесли з Ченнаї до форту Шанкаргарх в районі Аллахабад, щоб вона була якомога ближче до UTC+05:30.

## Розрахунок
Індійський стандартний час розраховується за годинниковою вежею в Мірзапурі майже точно на базовій довготі IST на 82°30'E, в межах 4 кутових хвилин. У 1905 році меридіан, що проходить на схід від Аллахабада, був оголошений стандартним часовим поясом для Британської Індії, а в 1947 році — для домініону Індії як IST. Довгота 82°5'E, що проходить через Найні біля Аллахабада, була обрана стандартним меридіаном для всієї країни, оскільки між західною Індією (близько +05:00) і північно -східною є розрив у часі більш ніж на годину. Індія (близько +06:00), отже приблизно стандартизована з UTC+05:30 центральної Індії. Зараз Рада наукових і промислових досліджень – Національна фізична лабораторія (CSIR-NPL) підтримує індійський стандартний час за допомогою Аллахабадської обсерваторії.

## Критика та пропозиції
Відстань зі сходу на захід країни становить понад 2933 кілометри охоплює понад 29 градусів довготи, в результаті чого сонце сходить і заходить майже на дві години раніше на східному кордоні Індії, ніж у Ранн-оф-Кутч на крайньому заході. Жителям північно- східних штатів доводиться переводити годинники з раннім сходом сонця, щоб уникнути додаткового споживання енергії після світлового дня.

## Сигнали часу
Офіційні сигнали часу генеруються Лабораторією стандартів часу та частоти Національної фізичної лабораторії в Нью-Делі як для комерційного, так і для офіційного використання. Сигнали засновані на атомному годиннику та синхронізовані зі всесвітньою системою годинників, які підтримують всесвітній координований час.
- Міжнародний атомний час
- Часовий пояс (список)
- UTC+05:30
- Zoneinfo